# Két otthon
A Két otthon Honoré de Balzac egyik novellája, amely először Az erényes nő címmel jelent meg 1830-ban, majd 1832-ben Mame és Delaunay-Vallée kiadásában, az Emberi színjáték Jelenetek a magánéletből című kötetben. 1835-ben a művet Béchet asszony, az Erkölcsi tanulmányok című részhez sorolta. Végleges címét csak 1842-ben kapta, amikor ötödik alkalommal jelent meg, a Jelenetek a magánéletből I. kötetében.
A regény két elbeszélésből áll, amelyek egyetlen egésszé állnak össze és egy házasságtörés történetét mesélik el, amely valamilyen módon igazolható. A helyszín már a kezdetektől fogva a Ferragus-ra emlékeztet. Egy koszos környéken, egy mocskos házban egy öregasszony nyitott ablakkal dolgozik, hogy a járókelők megpillanthassák lányát, egy angyali teremtést. Granville grófja, aki boldogtalan házasságban él egy túlságosan szentéletű asszonnyal, beleszeret a fiatal lányba.
Balzac hevesen felszólal a bigottság ellen, és egy számára kedves fogással szembeállítja egy arisztokrata ház belső berendezését egy mocskos párizsi negyed mocskával és egy „grisette” lakás vidám berendezésével (szintén egy számára kedves módszer). Madame de Granville háza az ő képében: csupa „szárazság”, „hideg ünnepélyesség”, „egyenesség” és „kicsinység”, míg egy grisette lakása, például a „Rája” néven ismert Esther Gobsecké, a gyönyörködés helye.

## Cselekmény
A történet több, egymástól néha évekkel elválasztott epizódra tagolódik, de a regény nem tartalmaz felosztást vagy fejezeteket.

### Első rész
Egy szegény asszony és lánya a párizsi Marais negyedben, a rue du Tourniquet-Saint-Jean-on lévő lakásukban varrással és hímzéssel töltik napjaikat. A szegénységben élők állandóan nyitott ablak mellett dolgoztak, és figyelték a kevés járókelőt. 1815 augusztusában egy napon észrevettek egy jövevényt, aki egy „magas, sovány, sápadt, feketébe öltözött” úr volt. Az anyának sikerült felkeltenie a férfi figyelmét, aki megpillantotta bájos lányát. Úgy tűnik, a férfi egyre jobban érdeklődött a fiatal lány iránt. Egy nap, amikor tudomást szerez a két nő nincstelenségéről, bedobja nekik a pénztárcáját az ablakon, és eltűnik. Ez a jótékony gesztus a fiatal nő és édesanyja találkozásához vezet jótevőjükkel. A fiatal nő Caroline Crochard volt, akit a kor politikai viszontagságai és apjának a napóleoni háborúkban bekövetkezett halála tett tönkre. Roger elviszi sétálni...

### Második rész
1816 szeptemberében egy lakásban gazdagon berendezkedett Caroline-t találjuk, aki nagy szerelemben él Rogerrel. Öt évvel később két gyermekük született. A pár mesebeli életet élt, annak ellenére, hogy Roger szakmai kötelezettségeire hivatkozva gyakran marad távol.

### Harmadik rész
Néhány évvel korábban, 1806-ban a fiatal Granville bírót apja arra kérte, hogy kérje meg gyermekkori barátnője, Angélique kezét. A házasságot gyorsan megkötötték, ám az ifjú menyasszony szörnyű bigottságot örökölt édesanyjától. Ez a bigottság aláássa a házasságát, Angelique elutasít minden világiasságot, és megpróbálja megnyerni férjét aszketikus életmódjának. Angélique hagyja magát manipulálni Fontanon pap, egy képmutató, feltörekvő pap által. A házassági helyzet odáig romlott, hogy a házaspár csak alkalmanként érintkezett egymással, amikor a társadalmi kényszerek elég nagyok voltak... A házasságában boldogtalan Roger de Granville ezért egyre inkább a külvilág felé fordult.

### Negyedik rész
1822 májusában Caroline idős édesanyja rövid betegség után meghalt. Ebből az alkalomból Fontanon pap tudomást szerzett Roger de Granville házasságtörő kapcsolatáról, amelyet sietett jelenteni pártfogoltjának, Angélique de Granville-nek. Némi habozás után Angélique megérkezett, hogy megerősítse a házasságtörést. Roger ekkor bevallotta, hogy már nem szereti őt, és nem kívánja folytatni közös életüket.

### Hatodik rész
1833 decemberében a Grands Boulevards negyedben egy sötét, magányos férfi bolyong. Caroline elhagyta őt, és visszament oda élni, ahonnan jött. Az immár cinikus és szarkasztikus Roger keresztezi útját a fiatal nő egyik szomszédjával. Amikor Roger megtudja, hogy a nő újból nincstelenné vált, először segíteni akar neki, de végül feladja. Ekkor hirtelen megjelenik a fia, és elmondja neki, hogy egy bizonyos Charles Crochard, akit lopással vádolnak, azt állítja, hogy a fia. Roger pénzt ad a tolvaj - az ő és Caroline fia - megsegítésére, és mielőtt Olaszországba indulna, még egy utolsó tanácsot ad neki, hogy mielőtt feleségül veszi, ismerje meg leendő feleségét.

## Kommentár
Az Emberi színjáték szerzője ismét a flashback technikát alkalmazza, hiszen a Une ténébreuse affaire-ben (amelynek írása 1839-ben kezdődött) csak de Granville úr, a derék bíró szakmai és politikai oldalát látjuk, aki a Kurtizánok tündöklése és nyomorúsága-ban is szerepel.

## Kritikák
Ez a történet Balzac egyik kisebb művének tekinthető, mivel még fiatalkorában íródott. A drámai szerkezet azonban nagyon modern, és Balzac megmutatja tehetségét a nők ábrázolásában: a fiatal Caroline, elragadó és játékos, a "Rája" előképe, míg Angélique, a rideg hívő, akire rossz hatással van egy feltörekvő pap, előkészíti a vallás túlkapásainak későbbi kritikáját. Ez bizonyára rövid, de intenzív történet, és méltó helyet foglal el az „Emberi színjáték” sorozatában.

## Fordítás
Ez a szócikk részben vagy egészben  az   Une double famille című francia Wikipédia-szócikk fordításán alapul.  Az eredeti cikk szerkesztőit annak laptörténete sorolja fel. Ez a jelzés csupán a megfogalmazás eredetét és a szerzői jogokat jelzi, nem szolgál a cikkben szereplő információk forrásmegjelöléseként.

## Könyvjegyzék
- Jean Baudry, « En relisant Une double famille », L'Année balzacienne, 1976, p. 189-199.
- Alain Henry, « Dans Une double famille : aliénation et invention », Balzac. L'invention du roman, Paris, Belfond, 1982, p. 121-138.
- Raymond Mahieu, « Genèse et engendrements : Une double famille, L'Interdiction », in L. Frappier-Mazur (éd.), Genèses du roman : Balzac, Sand, éditeur Rodopi, Amsterdam, 2004, p. 131-145.